# Anisodes magnidiscata
Anisodes magnidiscata là một loài bướm đêm trong họ Geometridae.